# 吳從先
吳從先（?—?），字寧野，號小窗，明代常州人。出版家。
生卒年未詳。師事馮夢禎，與焦竑、湯賓尹、黄汝亭、何偉然等有交往。终身未仕，有俠士之風。醉心著述，喜好作徘諧雜說。從事刻書活动，曾出版《廣快書》等小品書刊。約卒於崇祯末年。一說《史纲评要》是吳氏假託李贄之作。另著有《小窗自紀》4卷、《小窗别记》4卷、《小窗清记》4卷。